# Zaouiet Kounta
Zaouiet Kounta là một đô thị thuộc tỉnh Adrar, Algérie. Dân số thời điểm năm 2002 là 14.531 người.